# Dąb Świętopełk
Dąb Świętopełk – pomnik przyrody, zabytkowy dąb szypułkowy o obwodzie 770 cm, rosnący w Krępkowicach. Nazwa drzewa pochodzi od Świętopełka II. Już przed I wojną światową dąb był znany lokalnym mieszkańcom, zachowała się m.in. archiwalna fotografia niemieckiej rodziny stojącej przy pniu Świętopełka, która została wykonana przed rokiem 1918.

## Wiek i rozmiary
Dąb ma 22 m wysokości 770 cm obwodu, a szacowany wiek 640 lat.

## Charakterystyka drzewa
Dąb charakteryzuje się połamanymi dolnymi konarami. Rośnie na skraju drzewostanu sosnowego, a teren koło niego jest schludnie urządzony. Drzewo jest ogrodzone.

## Stan zdrowotny
Stan zdrowotny leciwego dębu jest stosunkowo dobry, choć drewno w środku jest rozłożone przez grzyby i widoczne są ślady uderzenia pioruna. W 2005 roku bardzo silny wicher połamał 4 najgrubsze dolne konary, jednak jego środkowa i górna część pozostaje w dobrym stanie.